# Tannsjön, Strömsunds kommun
Tannsjön är en by i Hammerdals socken, Strömsunds kommun i nordvästra delen av Jämtland. cirka 65 km från Östersund och 20 km från Hammerdal
Byn ligger invid sjön Tannsjön och det är stora skogsområden runt omkring. 
I byn finns ett sommar- / skoterkafé som har öppet vissa tider på året. Under jul och påskledigheter lever byn upp då många fritidshus fylls av folk som har anknytning till byn. 

## Befolkningsutveckling
| Befolkningsutvecklingen i Tannsjön 1955–2010 | Befolkningsutvecklingen i Tannsjön 1955–2010 | Befolkningsutvecklingen i Tannsjön 1955–2010 | Befolkningsutvecklingen i Tannsjön 1955–2010 | Befolkningsutvecklingen i Tannsjön 1955–2010 |
| -------------------------------------------- | -------------------------------------------- | -------------------------------------------- | -------------------------------------------- | -------------------------------------------- |
|                                              |                                              |                                              |                                              |                                              |
| År                                           |                                              |                                              | Folkmängd                                    |                                              |
| 1955                                         | 1955                                         |                                              | 41                                           |                                              |
| 1960                                         | 1960                                         |                                              | 37                                           |                                              |
| 1965                                         | 1965                                         |                                              | 31                                           |                                              |
| 1970                                         | 1970                                         |                                              | 25                                           |                                              |
| 1975                                         | 1975                                         |                                              | 20                                           |                                              |
| 1980                                         | 1980                                         |                                              | 18                                           |                                              |
| 1985                                         | 1985                                         |                                              | 11                                           |                                              |
| 1990                                         | 1990                                         |                                              | 4                                            |                                              |
| 1997                                         | 1997                                         |                                              | 7                                            |                                              |
| 2000                                         | 2000                                         |                                              | 7                                            |                                              |
| 2006                                         | 2006                                         |                                              | 3                                            |                                              |
| 2010                                         | 2010                                         |                                              | 3                                            |                                              |
|                                              |                                              |                                              |                                              |                                              |